# Manuel Giménez Fernández
Manuel Giménez Fernández, né à Séville le 6 mai 1896 et mort dans cette même ville le 27 février 1968, est un homme politique espagnol, qui fut ministre de l'Agriculture sous la Seconde République.

## Biographie
Après des études de droit et de littérature, il obtient en 1930 la chaire de droit canonique de l'université de Séville. Lié à la droite républicaine, fortement influencé par la doctrine sociale de l'Église, Manuel Giménez Fernández devient ministre de l'Agriculture en 1934 ; il propose sous le nom de Ley de Yunteros une réforme agraire qui rencontre l'opposition des grands propriétaires terriens, et n'est finalement pas votée par le Congrès. Isolé au sein de la coalition au pouvoir, il quitte le gouvernement en 1935 à l'occasion d'un remaniement ministériel. À cause de ses idées humanistes, il était surnommé "le bolchévique blanc" par les cercles monarchistes, il avait également l'habitude de citer des encycliques papales pour défendre ses projets de loi, ce qui exaspérait un certain nombre de politiciens.
À compter du déclenchement de la Guerre civile espagnole, opposant au régime franquiste, il se consacre à l'enseignement et à la recherche ; ses travaux portent principalement sur le premier siècle de la colonisation espagnole de l'Amérique. Il est connu pour sa biographie de Bartolomé de las Casas en deux volumes, parus en 1953 et 1960.

## Œuvres
- Estudios de derecho electoral contemporáneo, Séville, Mejías y Susillo, 1925
- Bartolomé de las Casas, Séville, Escuela de Estudios Hispano-américanos, 1953-1960